# Glenea sexnotata
Glenea sexnotata là một loài bọ cánh cứng trong họ Cerambycidae.